# Cantón Zulia
El Cantón Zulia era la entidad territorial de la provincia de Maracaibo (Venezuela) que precedió al distrito Perijá y que ocupaba el territorio de los actuales municipios Francisco Javier Pulgar,  Catatumbo,  Colón y Jesús María Semprún. Recibió el nombre del río Zulia.

## Ubicación
Limitaba al norte con el cantón Perijá, al sur con la provincia de Mérida, al este con el Lago de Maracaibo y al oeste la República de Colombia.

## Etimología
El cantón tomó su nombre del río Zulia, sin embargo este a su vez había sido usado para el área en torno al lago de Maracaibo, como Departamento del Zulia de la Gran Colombia.

## Historia
El cantón Zulia fue creado como una nueva división político territorial de la provincia de Maracaibo (posteriormente estado Zulia a partir de 1864) en el año 1835 cuando la sección Zulia, fue dividida en los cantones Maracaibo, Zulia, Perijá, Gibraltar y Altagracia. Su capital fue establecida en la población de San Carlos del Zulia.
La provincia de Maracaibo fue creada en 1676 como provincia de Mérida de Maracaibo, con el territorio de la anterior provincia de Mérida y el área de Maracaibo, cedida por la provincia de Venezuela, la capital y el nombre fueron cambiados en 1682 a provincia de Maracaibo.
En 1823 luego de la batalla del lago, la provincia de Maracaibo es incorporada a la Gran Colombia como departamento del Zulia.
En 1830 la provincia de Maracaibo pasa a la Cuarta República de Venezuela.
En 1835 la provincia es dividida en secciones y cantones, siendo creado el cantón Zulia dentro de la sección Zulia.
En 1856, se eliminan las secciones al quedar la provincia de Maracaibo con la única sección Zulia, la provincia queda dividida en los mismos cantones y en parroquias.
En 1864 la provincia de Maracaibo pasa a llamarse estado Zulia, el Cantón Zulia, pasa a llamarse cantón Fraternidad.

## Geografía

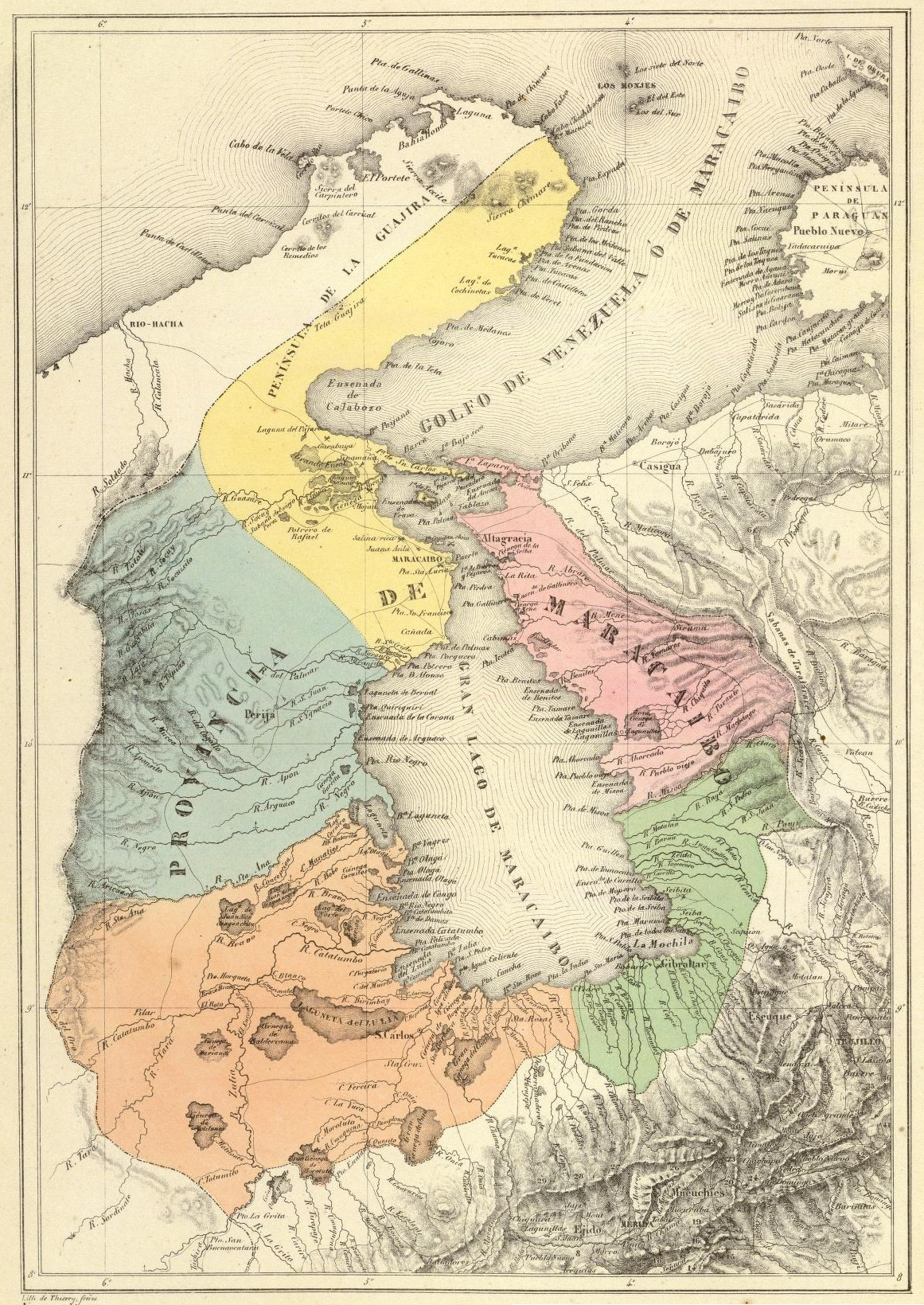
Mapa de la Provincia de Maracaibo con el Cantón Zulia en naranja.

El cantón Zulia ocupaba la región natural del sur del Lago de Maracaibo, dividida entre grandes ríos navegables como el Zulia, el Escalante y el Catatumbo por los que circulaban mercancías desde Colombia hasta Maracaibo.
Entre estos ríos se ubican tierras muy fértiles con abundante lluvia, las cuales fueron propicias para desarrollar grandes extensiones de cultivo de plátano.

## Parroquias
El Cantón Zulia estaba formado por las parroquias El Pilar (en verde), Santa Rosa (en rojo) y San Carlos (en azul).

## Poblaciones
Entre los pueblos que conformaban el cantón Zulia estaban:
- San Carlos del Zulia (cabecera o capital).
- El Pilar
- Santa Rosa
- Santa Bárbara del Zulia
- Encontrados
- Pueblo Nuevo El Chivo
- Casigua el Cubo

## Actividad económica
Las principales actividades eran el comercio por las vías fluviales y el cultivo del plátano y el café.

## Política
El cantón Zulia era representado por un Jefe de cantón, el cual no tenía autoridad real sobre el territorio siendo sus funciones más parecidas a las de un jefe civil, entre las que se encontraban: 
- Catastro
- Registro de nacimientos
- Registro de esclavos (hasta la abolición de la esclavitud por José Gregorio Monagas en 1854)
- Registro de Matrimonios (desde la instauración del matrimonio civil por Antonio Guzmán Blanco en 1873)

El orden público y las tributaciones corrían a cargo del gobierno central, así como la educación pública y gratuita instituida por Guzmán Blanco en 1870.

## Disolución
En 1864 con la creación del Estado Zulia, el Cantón Zulia cambió de nombre a Cantón Fraternidad con el mismo territorio.

## Legado
El nombre del cantón Zulia, pasó a ser desde 1864 el nombre del estado Zulia.